# Надозерье (Ленинградская область)
Надозе́рье — деревня в Хваловском сельском поселении Волховского района Ленинградской области.

## История
Деревня Над-Озерье упоминается на карте Санкт-Петербургской губернии Ф. Ф. Шуберта 1834 года, смежно с ней обозначена усадьба Помещика Бровцына.

НАДОЗЕРЬЕ — деревня принадлежит коллежской секретарше Лиденской и госпоже Шульгиной, число жителей по ревизии: 18 м. п., 18 ж. п. (1838 год)

Как деревня Над-Озерье она отмечена на карте Ф. Ф. Шуберта 1844 года.

НАДОЗЕРЬЕ — деревня господ наследников Шульгина и госпожи Вындомской, по просёлочной дороге, число дворов — 4, число душ — 8 м. п. (1856 год)

НАДОЗЕРЬЕ (ПОДОЗЕРЬЕ) — деревня владельческая при озере Кусягском, число дворов — 5, число жителей: 12 м. п., 10 ж. п. (1862 год)

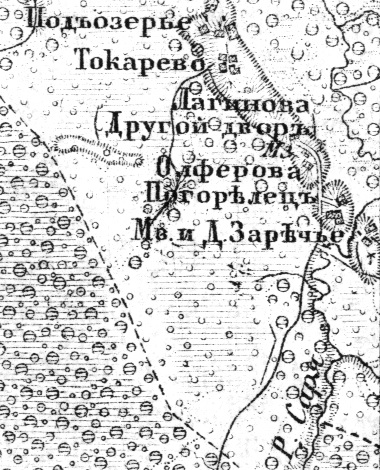
Деревня Надозерье (Подозерье) на карте 1872 года

Согласно карте Ф. Ф. Шуберта 1872 года деревня называлась Подозерье.
Сборник Центрального статистического комитета описывал её так:

НАДОЗЕРЬЕ ПЕРВОЕ — деревня бывшая государственная, дворов — 3, жителей — 17; лавка. (1885 год)

Согласно епархиальным сведениям 1899 года деревня относилась к приходу Спасо-Преображенской церкви (ранее Николаевской, Николаевского Сясьского погоста) в селе Кусяги.
В конце XIX — начале XX века деревня административно относилась к Хваловской волости 2-го стана Новоладожского уезда Санкт-Петербургской губернии.
По данным «Памятной книжки Санкт-Петербургской губернии» за 1905 год деревня Надозерье входила в состав Ранского сельского общества.
Согласно военно-топографической карте Петроградской и Новгородской губерний издания 1915 года деревня называлась Подозерье.
Согласно карте Ленинградской области Северо-западного аэрогеодезического треста ГГУ издания 1932 года деревня насчитывала 7 крестьянских дворов.
По данным 1933 года деревня Надозерье входила в состав Урицкого сельсовета Волховского района.
По данным 1966, 1973 и 1990 годов деревня Надозерье входила в состав Хваловского сельсовета.
В 1997 году в деревне Надозерье Хваловской волости проживали 6 человек, в 2002 году — 2 человека (все русские).
В 2007 году в деревне Надозерье Хваловского СП — 5 человек.

## География
Деревня расположена в юго-восточной части района на автодороге Дудачкино — Погорелец-Хваловский.
Расстояние до административного центра поселения — 16 км.
Расстояние до ближайшей железнодорожной станции Колчаново — 34 км.
Деревня находится на правом берегу реки Кусега, близ болота Ригошник.

## Демография
| 1838 | 1862 | 1885 | 1997 | 2007 | 2010 | 2017 |
| ---- | ---- | ---- | ---- | ---- | ---- | ---- |
| 36   | ↘22  | ↘17  | ↘6   | ↘5   | ↘1   | ↗5   |

Согласно данным Всероссийской переписи населения 2021 года в деревне не было постоянного населения.